# Forn d'oli de Miquel del Sim
El Forn d'oli de Miquel del Sim és un forn d'oli de ginebre de Riba-roja d'Ebre (Ribera d'Ebre) protegida com a Bé Cultural d'Interès Local.

## Descripció
El forn d'oli de Josepet de Miquel de Sim es tracta d'una construcció en pedra feta per a destil·lar, via escalfor, l'oli de ginebre. Ubicat a les Valls de fàcil accés, per la pista que va a Maials al km 3 a la dreta del camí de Nulles per pista de terra a un km al camí particular de l'esquerra tancat amb una cadena del propietari Es troba en mal estat de conservació, semi derruït, amb el que es poden veure les dues parets interiors. La canal es troba tapada de terra per explotació agrícola.